# Christen Andreas Fonnesbech
Christen Andreas Fonnesbech (Copenhague, 7 de Julho de 1817 – Copenhague, 17 de Maio de 1880) foi um político da Dinamarca. Ocupou o cargo de primeiro-ministro da Dinamarca.